# كاتدرائية توركو

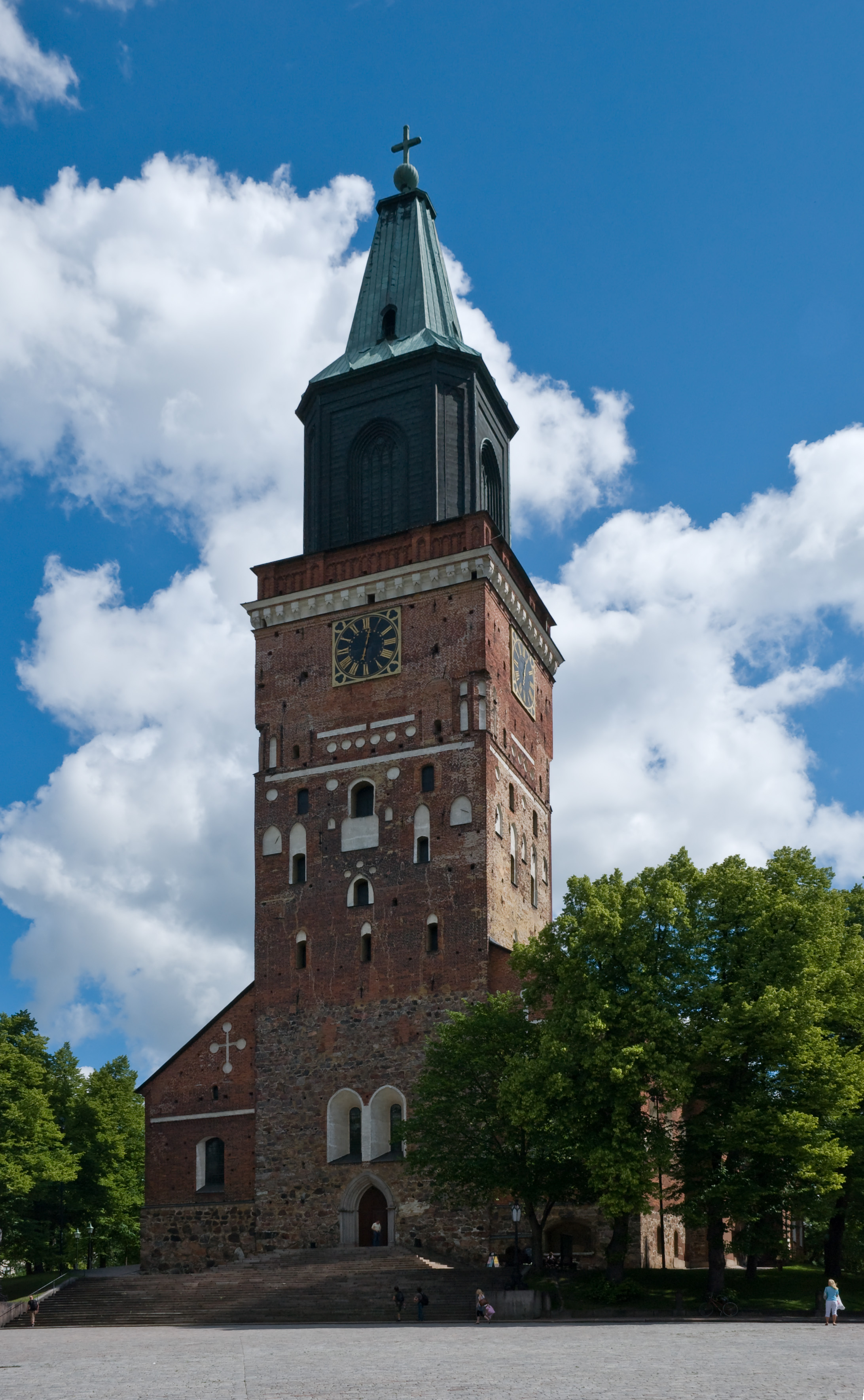
توركو كاتدرائية.

توركو كاتدرائية (بالفنلندية: Turun tuomiokirkko، بالسويدية: Åbo domkyrka) الكنيسة الأم للكنيسة الإنجيلية اللوثرية الفنلندية، والمزار الوطني للبلاد. وهي الكنيسة المركزية لأسقفية توركو ومقر رئيس أساقفة فنلندا، كاري ماكينن. كما تعتبر أيضا إحدى كبرى سجلات التاريخ المعماري الفنلندي.
يعتبر المبنى الأهم دينياً في فنلندا ، شهدت الكاتدرائية أحداث كثيرة ومهمة في تاريخ الأمة وأصبحت أحد رموز المدينة الأكثر تميزاً. وتقع الكاتدرائية في قلب مدينة توركو بجوار الساحة الكبرى القديمة، بجوار نهر أورا. يمتد وجودها خارج منطقة المحلية من خلال صوت قرع أجراسها على بث الإذاعة الوطنية ظـُهراً. كما أنها أساسية باحتفالات عيد الميلاد السنوية في فنلندا.
بُنيت أصلا الكاتدرائية من الخشب في أواخر القرن الثالث عشر، وكـُرّست باعتبارها الكاتدرائية الرئيسية في فنلندا في عام 1300، مقر أسقف توركو. تمت توسيعتها إلى حد كبير في القرنين الرابع عشر والخامس عشر، واستخدم الحجر أساساً كمادة بناء. وقد لحقت أضرار بالغة بالكاتدرائية خلال حريق توركو في عام 1827، وأُعيد بناؤها إلى مدى كبير بعد ذلك.